# Lastva Grbaljska
Lastva Grbaljska (en serbe cyrillique : Ластва Грбаљска) est un village du sud-ouest du Monténégro, dans la municipalité de Kotor.

## Démographie

### Évolution historique de la population
| 1948 | 1953 | 1961 | 1971 | 1981 | 1991 | 2003 |
| ---- | ---- | ---- | ---- | ---- | ---- | ---- |
| 182  | 183  | 161  | 194  | 371  | 634  | 428  |